# Liste de drapeaux représentant des étoiles
 (août 2024).
Cet article décrit une liste de drapeaux représentant au moins une étoile sur leur dessin (pour les drapeaux représentant de véritables étoiles du ciel, voir la liste de drapeaux représentant un objet astronomique). Les étoiles sont présentes dans 30% des drapeaux nationaux, notamment ceux des États-Unis, du Venezuela, du Kosovo, de Porto Rico, de la Chine ou encore celui des Tuvalu.

## Trois branches

Brigades internationales

## Quatre branches

Aruba
Bucaramanga, Colombie
Portland, Oregon, États-Unis

## Cinq branches

### Pentagramme

Éthiopie
Maroc

### Étoile noire

Amazonas, Colombie
Cap-Vert (1975-1992)
Guyane néerlandaise (1959-1975)
Ghana
Guinée-Bissau
São Tomé-et-Principe
Somaliland

### Étoile bleue

Arkansas, USA
Marine australienne
Honduras
Nunavut, Canada
Panama
Pará, Brésil
Saint Paul, Minnesota, États-Unis

### Étoile verte

Îles Caïmans
Dominique
Espéranto
Irak (2004-2008)
Irak (1963-1991) et Syrie (1963-1972)
Irak (1991-2004)
République arabe du Yémen (1962-1990)
Sénégal
Syrie, République arabe unie (1958-1961), Égypte (1961-1972)

### Étoile rouge

Acre, Brésil
Afghanistan (1980-1987)
Albanie (1946-1992)
Algérie
RSS d'Arménie (1952-1991)
RSS d'Azerbaïdjan (1952-1991)
Président de Biélorussie
Bénin (1975-1990)
Birmingham, Alabama, États-Unis
République populaire de Bosnie-Herzégovine (1945-1991)
Bulgarie (1946-1967)
Bulgarie (1967-1971)
Bulgarie (1971-1990)
RSS de Biélorussie (1951-1991)
Californie, États-Unis
République soviétique chinoise du Jiangxi (1931-1934)
République socialiste de Croatie (1945-1990)
District de Columbia, États-Unis
Djibouti
Drenthe, Pays-Bas
RSS d'Estonie (1953-1990)
Guyane néerlandaise (1959-1975)
RSS de Géorgie (1951-1990)
Hong Kong
Hongrie (1949-1956)
RSS du Kazakhstan (1953-1991)
RSS kirghize (1952-1991)
RSS de Lettonie (1953-1991)
RSS de Lituanie (1953-1991)
République socialiste de Macédoine (1953-1991)
RSS de Moldavie (1952-1991)
République socialiste du Monténégro (1945-1993)
Mozambique (1975-1983)
Corée du Nord
Nouvelle-Zélande
Étendard royal de Nouvelle-Zélande
Marine néo-zélandaise
Aviation civile néo-zélandaise
RSS d'Ouzbékistan (1952-1991)
Panama
Roumanie (1947-1989)
RSFS de Russie (1954-1991)
République socialiste de Serbie (1945-1993)
République socialiste de Slovénie (1945-1991)
République démocratique populaire du Yémen (1945-1991)
Drapeau de l'URSS
Armée rouge
Marine soviétique (pavillon)
Marine soviétique (pavillon de beaupré)
Syrie (1932-1958, 1961-1963)
RSS du Tadjikistan (1953-1991)
Tunisie
RSS du Turkménistan (1953-1991)
RSS d'Ukraine (1949-1991)
Valais, Suisse
République fédérale socialiste de Yougoslavie (1940-1992)
Zimbabwe
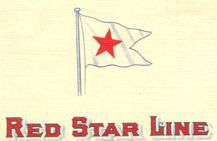
Drapeau de la Red Star Line

### Étoile blanche

Argovie, Suisse
Alagoas, Brésil
Amazonas, Brésil
Arkansas, USA
Australie
Red Ensign de l'Australie
Royal Australian Air Force Ensign
Aviation civile australienne
Territoire de la capitale australienne
Azad Cachemire, Pakistan
Bahawalpur, Panjâb (jusqu'en 1947)
Boa Vista, Brésil
Bosnie-Herzégovine
Royaume du Brésil (1822)
Empire du Brésil (1822-1889)
Drapeau de la première république du Brésil (1889)
Brésil
Buffalo, New York, USA
Birmanie (1948-1974)
Estelada
Chili
Île Christmas, Australie
Comores
États confédérés d'Amérique (1861-1863)
États confédérés d'Amérique (1863-1865)
États confédérés d'Amérique (1865)
Îles Cook
Costa Rica
Cuba
Curaçao
Cyrénaïque (1947-1951)
Dallas, Texas, USA
Détroit, Michigan, USA
Guyane néerlandaise (1959-1975)
Égypte (1914-1922)
Égypte (1922-1952)
Floride, USA (provisoire, 1861)
Pavillon de l'administrateur supérieur des Terres australes et antarctiques françaises
Géorgie, USA
Goiás, Brésil
Houston, Texas, USA
Hunza (jusqu'en 1974)
Idaho, USA
Illinois, USA
Indianapolis, Indiana, USA
Inde (non officiel, 1906-1907)
Islamabad, Pakistan
Johor, Malaisie
Kansas, USA
Kelantan, Malaisie
Kosovo
Lages, Brésil
Libéria
Libye
Louisiane, USA
Maastricht, Pays-Bas
Communauté de Madrid
Magdalena, Colombie
Maranhão, Brésil
Massachusetts, USA
Micronésie
Territoire sous tutelle des îles du Pacifique (1965-années 1980)
Mississippi, USA (non officiel, 1861-1865)
Mississippi, USA (1894-2020)
Mississippi, USA
Missouri, USA
Myanmar
Antilles néerlandaises
Nevada, USA
Niévès, Saint-Christophe-et-Niévès
Red Ensign de la Nouvelle-Zélande
Caroline du Nord, USA
Caroline du Nord, USA (1861-1865)
Îles Marianes du Nord
Territoire du Nord, Australie
Ohio, USA
Oklahoma, USA (1911-1925)
Pakistan
Papouasie-Nouvelle-Guinée
Papouasie Occidentale
Paraná, Brésil
Piauí, Brésil
Région de Magallanes et de l'Antarctique chilien, Chili
Porto Rico
Rio Grande do Norte, Brésil
Risaralda, Colombie
Rondônia, Brésil
Saint-Christophe-et-Niévès
Samoa
Santa Catarina, Brésil
Santa Cruz, Argentine
Santander, Colombie
Selangor, Malaisie
Sergipe, Brésil
Singapour
Îles Salomon
Somalie
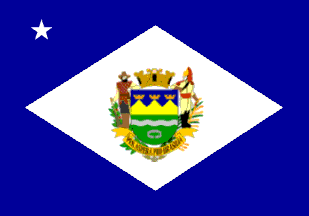
Taubaté, Brésil
Tennessee, USA
Terengganu, Malaisie
Texas, USA
Terre de Feu, Argentine
Timor oriental
Togo
Tokelau
Turquie
Turkménistan
Oumm al Qaïwaïn, Émirats arabes unis
États-Unis
Utah, USA
Ouzbékistan
Drapeau du Valais, Suisse
Valga, Estonie
Venezuela
Drapeau du Venezuela (1930-2006)
République du Vermont (1777-1791)
Victoria, Australie
République de Floride occidentale (1810)
Drapeau du royaume mutawakkilite du Yémen (1927-1962)
Drapeau de la White Star Line

### Étoile jaune

Acadie
Adyguée
Alaska, USA
Angola
Bolivie
Bosnie-Herzégovine (1878)
Bosnie-Herzégovine (proposé)10 étoiles
Bosnie-Herzégovine (proposé) 12 étoiles
Révolte bosniaque (1831)
Burkina
Cameroun
Cap-Vert
Caquetá, Colombie
République centrafricaine
République populaire de Chine
Îles Cocos, Australie
République démocratique du Congo
État libre du Congo (1877-1908)
Congo belge (1908-1960)
République démocratique du Congo (1960-1963)
République démocratique du Congo (1963-1971)
République démocratique du Congo (1997-2006)
République du Congo (1970-1991)
Guyane néerlandaise (1959-1975)
Union européenne
Gagaouzie, Moldavie
Grenade
Jackson, Mississippi, USA
Kinshasa, république démocratique du Congo
Louisiane, USA (1861)
Macao
Maine, USA
Malacca, Malaisie
Mato Grosso, Brésil
Mato Grosso do Sul, Brésil
Mauritanie
Minnesota, USA
Mongolie (1949-1992)
Montería, Colombie
Mozambique
Natal, Brésil
Neuquen, Argentine
New Hampshire, USA
Niue
Norte de Santander, Colombie
Dakota du Nord, USA
Oregon, USA
Paraguay
Confédération Pérou-Bolivie (1836-1839)
Philippines
Pernambouc, Brésil
Région d'Atacama, Chili
Région des Fleuves, Chili
Rhode Island, USA
Roraima, Brésil
Saba, Antilles néerlandaises
São Paulo, Brésil
Soudan du Sud
République du Sud-Pérou (1836-1839)
Suriname
Tadjikistan
République du Texas (1836-1839)
Tuzla, Bosnie-Herzégovine
Tuvalu
Viêt Nam
Voïvodine, Serbie

### Autres couleurs

Arizona, USA
Guyane néerlandaise (1959-1975)
Indiana, USA
Londrina, Brésil
Rio de Janeiro, Brésil

## Six branches

### Hexagramme

Israël
Drapeau du Maroc (version alternative, selon le Nouveau Petit Larousse illustré de 1924)
Drapeau colonial du Nigeria
Magen David Adom

### Autres étoiles

Afghanistan (1919-1928)
Royal Standard de la reine Élisabeth II en Australie
Bonaire, Antilles néerlandaises
Fédération de Bosnie-Herzégovine
Burundi
Bosnie centrale, Bosnie-Herzégovine
Chicago, Illinois, USA
Croatie
Guinée-équatoriale
Haarlem, Pays-Bas
Ligurie, Italie
Irlande du Nord (1920-1972)
Salta, Argentine
Slovénie
Tartu, Estonie
Zenica-Doboj, Bosnie-Herzégovine

## Sept branches

Australie
Royal Standard de la reine Élisabeth II en Australie
Territoire de la capitale australienne
Nation Cherokee
Île Christmas, Australie
Îles Cocos, Australie
Home Rule Movement, Inde (1917)
Irak (1921-1959)
Jordanie
Territoire du Nord, Australie

## Huit branches

Afghanistan (1919-1928)
Azerbaïdjan
Azerbaïdjan (1918-1920)
Barranquilla, Colombie
Cartagène, Colombie
Casanare, Colombie
Marine marchande de Colombie
Inde (non officiel, 1906-1907)
Irak (1959-1963)
Moldavie
Molise, Italie
Neuquen, Argentine
Philippines
Armée du salut
Sarajevo, Bosnie-Herzégovine
Drapeau d'État de Singapour
Drapeau naval de Singapour
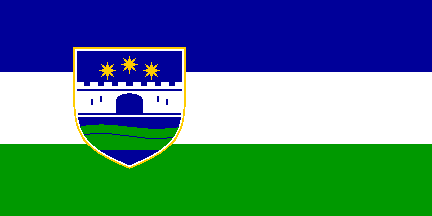
Una-Sana, Bosnie-Herzégovine
Tribus unies de Nouvelle-Zélande
Bosnie-Herzégovine (années 1760)